# Pere Bonet Mir
Pere Bonet Mir, conegut professionalment com a Bonet de San Pedro, i popularment a Mallorca com Bonet de Sant Pere (Puig de Sant Pere, Palma, Illes Balears, 27 d´agost de 1917 - 18 de maig de 2002) va ser un cantant, compositor, autor i arranjador de música. Va ser un dels primers socis de la SGAE (la Societat General d'Autors d'Espanya), on hi té registrades més de 130 cançons.

## Biografia
Fou el tercer dels 3 fills de Damià Bonet i Margalida Mir, família originària del poble de Santanyí, al sud-est de l'illa. El seu pare, patró de cabotatge, va morir el 12 de setembre de 1917 en un naufragi essent Pere molt nin i va haver d'ajudar a la seva mare en la venda ambulant d'aliments: peixos, ous, llet, etc. Més tard va començar a treballar en el Club de Regates Sagrera i després va ser ajudant de cambrer a Hotel Mediterráneo, ambdós al Passeig Marítim de la ciutat.
Des d'infant va destacar per la seva passió per la música, la seva mare li va comprar una guitarra a començaments dels anys 30 per 7 pesetes. Amb aquesta guitarra va iniciar la seva activitat musical i artística. Va començar a actuar al Cafè Born, on els diumenges a la tarda tocava l'Orquestra de Tomeu Mayans, començant així la seva carrera musical. El nom artístic de Bonet de San Pedro apareix en aquesta època, en homenatge al seu barri de naixement i residència, el Puig de Sant Pere, barriada marinera i popular de la ciutat antiga. El 1932, amb només quinze anys, es va integrar en el grup mallorquí Los Trashumantes, amb el que tocava el saxo, el clarinet, la guitarra hawaiana i cantava, i amb el que també actuà a diversos llocs de la península i retornant de nou a Mallorca.
Posteriorment va fixar la seva residència a Barcelona, el 1939, actuava amb l'Orquestra Gran Casino de Barcelona i el 1941 va ser cantant solista de la Gran Orquestra de Ramón Evaristo. El 1940 va participar per primera vegada en l'enregistrament d'un disc, en la que gravà el Tiroliro.

### Bonet de San Pedro y los 7 de Palma
L'1 de setembre de 1942 va crear el seu propi grup Bonet de San Pedro y los 7 de Palma amb la qual va obtenir els majors èxits de la seva vida, el seu repertori combinava boleros amb cançons populars nord-americanes traduïdes i incorporava influències jazzístiques. Entre les cançons d'aquesta època destaquen Raska yú, que tingué alguns problemes amb la censura franquista, per suposar-li una referència satírica a Franco, Carita de Ángel, Bajo el cielo de Palma, Cala d'Or...
El grup va debutar dia 3 d'octubre de 1942 al Saló Rigat de Barcelona obtenint un notable èxit, allí hi van actuar durant un temps per a després passar al Club Trèvol, també a la ciutat comtal, aquell mateix any van actuar a la sala Jardins Virgínia de Palma, retornant a la Sala Trevol poc després. El 1946 el grup es va dissoldre.
Les persones que conformaven el quartet vocal del grup, ja havien actuat anteriorment amb Bonet, però la formació completa, amb les seves modificacions, fou:
- Bonet de San Pedro, guitarra, saxofon, clarinet, vibràfon, cantant solista i cap del grup
- Josita Tenor, guitarra i veu
- Jaume Vilas violí i veu
- Miquel Roselló, guitarra i veu, substituït per Joaquim Escanellas
- Joaquín Aza, piano, substituït per Daniel Arazil
- Ricardo Benedicto, bateria, substituït per Ernesto Felani
- Jaume Villagrasa, baix

Durant l'existència del grup, Bonet de Sant Pere participà en dues pel·lícules, Una sombra en la ventana (1942) i Viviendo al revés (1943).

### Carrera en solitari
Una vegada dissolt el grup, Bonet de Sant Pere es traslladà a viure a Tànger, on actuà en solitari durant quatre anys, el 1951 retornà a l'illa on dirigí el muntatge artístic en un iot turístic que feia sortides dins la Badia de Palma. Després s'incorporà a la cadena d'hotels Melià, durant dos anys.
A finals dels anys 70, a l'ombra de la moda camp que recuperava vells ritmes dels anys 40 i 50, Bonet de Sant Pere retrobá la popularitat, actuant amb freqüència a la televisió, compartint programes o actuant conjuntament amb la Sara Montiel, Jorge Sepúlveda, Antonio Machín, Lorenzo González, Antonio Molina, Lola Flores, Duo Dinámico, Enrique Guzmán, Joan Manuel Serrat, Tete Montoliu, Josep Guardiola, Orquestra Mondragón, Renato Carosone, La Trinca, Paloma San Basilio o Los Rebeldes per citar-ne alguns.
També en aquesta època algunes de les seves cançons es van incloure en algunes pel·lícules, com per exemple: Los secretos inconfesables de un chico bien (1975), No quiero perder la honra (1975), Pim Pam Pum fuego (1975) o El profesor Eróticus (1981).
Als anys 80, obrí un local a Palma que portava el seu nom i va crear un grup de jazz, la seva autèntica passió musical, denominat Swing Group Balear.

## Obra
Algunes de les seves cançons més conegudes són: Bajo el cielo de Palma, Cala D'or, Canto a Mallorca, Sombras de Formentor, Palmanova, Costa de Calvià, Ciutadella bona terra, Raska yú, el Tiroliro, Carita de ángel, La vestidita de blanco, La noticia, Raquel, Club Trébol, Mediterráneo, Isla Blanca, Volverá la primavera, El buen Cupido, Yo le cuento a las estrellas, Juntito al mar, Mallorca tiene de todo, Que bonita es mi tierra, Carpintero, carpintero o Caracola
Entre les versions d'origen nord-americà es compten Oh, Susana, Quiero volver a mi Virginia, Tim, tom y Jim, Chula de la Hula, Venta de esclavos...

## Influència de la seva música
Des del punt de vista musical, Bonet de Sant Pere popularitza cançons country nord-americanes i introdueix, amb prudència, elements provinents del Jazz; així mateix va ser el primer cantant de l'Estat Espanyol a fer servir una guitarra elèctrica, per tot això se'l pot considerar precursor de la influència musical anglosaxona entre els cantants populars espanyols.
Per una altra part, les seves cançons Raska yú, El Tirolilo o Carita de Ángel, compten amb versions de cantants actuals i segueixen sonant en concerts de música melòdica.
Des del punt de vista social va ser la veu del desenvolupament turístic de Mallorca, musicant-ne una imatge idíl·lica i romàntica, Bonet de Sant Pere va ser la banda sonora dels viatges de nuvis amb destí a Mallorca, primera gran estratègia de promoció turística a l'illa.

## Reconeixements
A Mallorca se li feren diversos homenatges, l'11 de febrer de 1984 en un concert celebrat en el Auditorium de Palma, presentat per Guillem d'Efak, en el qual hi van participar entre altres artistes Joan Manuel Serrat, Tete Montoliu, Pedro Iturralde, Els Valldemossa, Eugeni. Tornà a rebre un homenatge a l'Auditori de Barcelona el 7 de desembre de 1998, en el qual van participar: Els Valldemosa, Eugeni, Josep Guardiola, Lorenzo González, Luís Cobos, Rudy Ventura, Salomé, Xesc Forteza, Tomeu Penya, Jaume Sureda i d'altres, i presentat per Salvador Escamilla i Joan Frontera.
L'any 2001, diversos artistes com Moncho Borrajo, Serafí Nebot i Luís Javaloyas (Los Javaloyas), Toni Frontiera, Jaume Sureda o Toni Morlá entre d'altres, van cantar les cançons de l'autor mallorquí el disc es va titular Entre Amigos en el que va intervenir el mateix artista.

## Altres
Bonet de Sant Pere també tenia destresa plàstica, en aquest sentit va fabricar algunes pipes escultòriques, el tabac era una de les seves passions i disposà d'una col·lecció de més de mil d'aquests estris, també es va dedicar a la pintura, participant en diverses exposicions individuals i col·lectives.